# دراژن (چک)
دراژن (به چکی: Dražeň) یک منطقهٔ مسکونی در جمهوری چک است که در ناحیه پلزن-شمالی واقع شده‌است. دراژن ۸٫۰۱ کیلومتر مربع مساحت و ۱۴۹ نفر جمعیت دارد.